# ゾイド -ZOIDS- 邪神復活!〜ジェノブレイカー編〜
『ゾイド邪神復活!〜ジェノブレイカー編〜』（ゾイドじゃしんふっかつ! ジェノブレイカーへん）とは、トミー（現タカラトミー）が発売したゲームボーイカラー対応コンピュータRPGである。

## 概要
ゾイド -ZOIDS-第1部と第2部（ガーディアンフォース編）の間に起きた事件を描く。野生体や旧シリーズ、当時の最新ゾイドに『月刊コロコロコミック』で募集したオリジナルの改造ゾイドが登場している。ブレードライガー編も『コロコロ』で告知されていたが、発売されることはなかった。

## ストーリー
ガイガロスでの戦いの後、久しぶりにウィンドコロニーに戻ってきたバン、ジーク、フィーネ。茂みに向かって唸り声を上げ始めたジークに不穏な気配を感じたフィーネ。するとマーダが襲い掛かってきた。
マーダを撃退し自宅へ戻ると、マリアがアロザウラーに襲われていた。アロザウラーを退けたバン達の所へ駆けつけたレオンの話によると、最近あちこちでゾイドが暴走しているのだという。異変の原因を探るためにバン達は旅立った。

## 内容について
ダンジョンは広大で階層が多く、エンカウント率が高い。敵ゾイドは自分のパーティーのレベルに応じて強くなるため、戦闘は殆ど楽にならず普通に挑むとボス戦並みに手ごわい。そのため単純なシナリオクリアはまだしも、全ゾイドを解放するには根気が必要である。なお、本作のサブタイトルを飾るジェノブレイカーはラスボスの前座として出てくるのみである。